# 眠狂四郎多情劍
《眠狂四郎多情劍》（日语：眠狂四郎多情剣）為1966年上映的時代劇，此為市川雷藏主演的《眠狂四郎系列》第七部。

## 演員
- 眠狂四郎：市川雷藏
- おひさ：水谷良重
- 下曾部典馬：中谷一郎
- 赤松勘兵衛：五味龍太郎
- 菊姫：毛利郁子
- 狂女：香山惠子
- 小春：田村壽子
- 檜喜平太：戸田皓久
- 岡っ引平八：水原浩一
- 中藹：橘公子
- 居酒屋甚助：寺島雄作
- 娼家女：若杉曜子

## 製作人員
- 企劃：辻久一
- 導演：井上昭
- 原作：柴田鍊三郎（週刊「新潮」連載）
- 編劇：星川清司
- 攝影：竹村康和
- 美術：上里忠男
- 照明：古谷賢次
- 錄音：海原幸夫
- 音樂：伊福部昭
- 副導演：國原俊明

## 外部連結
- 眠狂四郎多情劍 （页面存档备份，存于）（日語）